# Halberstadt
Halberstadt Németországban, Szász-Anhalt tartományban, Harz járásban található.
A második világháborúban súlyosan megrongálódott, de fennmaradtak a legértékesebb történelmi értékek. A város legfőbb nevezetessége a Boldogasszony-temploma és a Szent István-bazilika, ami a 12-13. században épült. A székesegyház azok a ritka észak-európai templomok közé tartozik, amelyek megőrizték teljes középköri kincseit. Itt található Európa legrégebbi kárpitja is, mely a 12. századból származik.
A város saját labdarúgó csapata a Germania Halberstadt.

## Történelem
800 körül Nagy Károly itt püspökséget alapított, melynek székhelye a későbbi Dóm téren, erősen lejtős dombra épült. 989-ben Hildeward püspök pénzverési, vásártartási és vámszedési jogot szerzett itt, de 1052-ben már uralkodott a környező grófságokon is.
1179-ben a várost Oroszlán Henrik csapatai csaknem teljesen földúlták, de az rövid idő alatt újraéledt, felépítették székesegyházát is és erős fallal vették körül.
Halberstadt 1387-ben csatlakozott a Hanza-szövetséghez is. Halberstadt  13-14. század jelentős kereskedelmi pontja.
1423-1425 között véres összecsapásokra került sor a patríciusok és a kézművesekből álló polgárság között, akik a városi tanácsban megszerzett pozíciójukat a püspökkel és a vele szövetkezett hercegekkel mindössze két évig tarthatta meg. 1521-ben kezdődött a reformáció térhódítása.
1648-ban szekularizálták a Halberstadti püspökséget a vesztfáliai béke szerint. A Halberstadti hercegség Poroszország része lett.
1807-ben a Napóleon befolyása alatt álló Vesztfáliai királyság része lett. 1989-től Szász-Anhalt része.

## Testvérvárosok
- Besztercebánya, Szlovákia
- Wolfsburg, Németország
- Hradec Králové, Csehország
- Villars (Loire), Franciaország

## Lásd még
- Halberstadti kocsi - Halberstadtban felújított, használt német vasúti személykocsik

## Fordítás
- Ez a szócikk részben vagy egészben  a   Halberstadt című angol Wikipédia-szócikk fordításán alapul.  Az eredeti cikk szerkesztőit annak laptörténete sorolja fel. Ez a jelzés csupán a megfogalmazás eredetét és a szerzői jogokat jelzi, nem szolgál a cikkben szereplő információk forrásmegjelöléseként.